# Films d'Evangelion
Autre
Films issus de l'anime Evangelion.

## Death and Rebirth

### Fiche deDeath and Rebirth
- Origine : Japon
- Titre original : Shin Seiki Evangelion Gekijōban - Death & Rebirth/Shito Shinsei (新世紀エヴァンゲリオン 劇場版 - DEATH & REBIRTH シト新生)
- Titre international : Neon Genesis Evangelion - Death and Rebirth
- Type : Film
- Genre : Science-fiction philosophique
- Durée : 102 minutes
- Année de production : 1996-1997
- Date de sortie en salles : 15 mars 1997
- Produit par : Gainax, Movic, Production I.G, Sega, Starchild Records, Toei Animation

### Équipe Technique
- Réalisateur en chef : Hideaki Anno
- Réalisateurs : Masayuki (partie Death), Kazuya Tsurumaki (en) (partie Rebirth)
- Scénario : Hideaki Anno et Akio Satsukawa (partie Death), Hideaki Anno (partie Rebirth)
- Directeur de la photographie : Hisao Shirai
- Producteur : Mitsuhisa Ishikawa
- Character design : Yoshiyuki Sadamoto
- Mecha design : Hideaki Anno, Ikuto Yamashita
- Musique : Shiro Sagisu

### Organisation du film et commentaire
Ce film est découpé en 2 parties : 
- La première, Death, résume les épisodes 1 à 24 de la série Evangelion.
- La seconde, Rebirth, constitue les 15 premières minutes de l'épisode 25 (l'épisode 25 TV remanié, amélioré, complété avec une histoire inédite jusqu'alors).

La partie Death est un remontage, assez aléatoire, de la série télévisée. Ce remontage intègre plusieurs scènes inédites, qui ont été intégrées à la série télévisée dans sa version vidéo (sortie 2 ans après la première diffusion TV).
La partie Rebirth n'est pas complète, car la Gainax n'a pas eu le temps de terminer leur projet (épisodes 25 et 26). Il a alors été décidé de diffuser un premier film en mars, dans lequel serait montré un avant-goût du produit final (la partie Rebirth) et un autre film en été, qui serait cette fois la version complète.

## The End of Evangelion

### Fiche deThe End of Evangelion
- Origine : Japon
- Titre original : Shin Seiki Evangelion Gekijōban - The End of Evangelion (新世紀エヴァンゲリオン 劇場版 THE END OF EVANGELION)
- Titre international : Neon Genesis Evangelion - The End of Evangelion
- Type : Film
- Genre : Science-fiction philosophique
- Durée : 90 minutes
- Année de production : 1997
- Date de sortie en salles : 19 juillet 1997
- Produit par : Eva Commitee, Gainax, Movic, Production I.G, Sega, Starchild Records, Toei Animation

### Équipe Technique
- Réalisateur : Hideaki Anno
- Scénario : Hideaki Anno
- Directeur artistique : Hiroshi Kato
- Directeur de la photographie : Hisao Shirai
- Producteur : Mitsuhisa Ishikawa
- Character design : Yoshiyuki Sadamoto
- Design des Eva Series : Takeshi Honda
- Musique : Shiro Sagisu

### Organisation du film et commentaire
Composé également de 2 parties:
- La première, Episode 25 : Air/Love is Destruction (qui reprend la partie Rebirth du film précédent avec une dizaine de minutes d'animation en plus).
- La seconde, Episode 26 : まごころを、君に (Magokoro wo, Kimi ni/Sincèrement vôtre, ou Mon cœur pur pour toi)/I need you

Alors que la NERV, le dernier rempart contre les Anges est assaillie par les militaires qui massacrent tout sur leur passage, Asuka mène un combat sans merci contre les neuf EVAs. Le monde se prépare à subir le Troisième Impact. 
Ce deuxième film est une fin complémentaire à la série télévisée. Sa première partie reprend la seconde portion du film Death and Rebirth. Le scénario du film est directement issu du script original prévu pour l'épisode 25 TV, qui avait été refusé à l'époque pour causes budgétaires et de censure.

## Revival of Evangelion
Revival of Evangelion est en fait la compilation finale de Death and Rebirth et de The End of Evangelion. Elle comprend :
- Death(True)², la version director's cuts de Death qui résume les épisodes 1 à 24. Elle comprend quelques scènes supplémentaires par rapport à Death.

The End of Evangelion :
- Episode 25 : Air/Love is Destruction
- Episode 26 : まごころを、君に (Magokoro wo, Kimi ni/Sincèrement vôtre, ou Mon cœur pur pour toi)/I need you

La partie Rebirth est occultée dans cette compilation puisque Rebirth était un avant-goût de l'épisode 25.

## Rebuild of Evangelion
Rebuild of Evangelion consiste en une série de quatre films, dont le but est de présenter une version alternative d'Evangelion, qui répondrait à toutes les questions laissées en suspens.